# Geisslerjeva cev
Geisslerjeva cev je steklena cev, ki prikazuje električno izpraznitev naboja skozi plin, pri katerem se pojavi svetloba. Cev je leta 1857 izumil nemški fizik in steklar Heinrich Geissler. Geisslerjeva cev je sestavljena tako, da ima na vsakem koncu po eno kovinsko elektrodo, napolnjena pa je z razredčenim žlahtnim plinom, kot so neon, argon, kripton, ksenon, ..., ali zrak. Napolnjena je lahko tudi s hlapi živega srebra ali kakšno drugo prevodno tekočino, mineralom ali kovino, ki se jo lahko ionizira, na primer natrijem. Če se na sponke Geisslerjeve cevi priključi visoko napetost, skozi cev steče tok. Tok, ki steče skozi plin, loči elektrone od molekul plina in ustvari ione oziroma ionizira plin. Učinek rekombinacije elektronov z ioni povzroči oddajanje svetlobe zaradi fluorescence. Barva svetlobe, ki pri tem nastane, je odvisna od spektralnih črt materiala oziroma plina, skozi katerega teče tok. Na primer, neon oddaja rdečo svetlobo, ksenon modrikasto belo, natrij pa oranžno.

## Uporaba
Geislerjeve cevi so se množično proizvajale od leta 1880 naprej, predvsem za zabavne svetlobne učinke in pa tudi v izobraževalne namene za predstavitev gibanja elektronov in fizikalnih značilnosti vakuuma. Opazili so, da pod določenimi pogoji cev sveti na pozitivni strani (anodi). Ta pojav so pripisali prenosu žarkov iz negativne katode in jih poimenovali katodni žarki. William Crookes je Geisslerjevo cev spremenil v danes znano Crookesovo cev, ki se je kasneje razvila v katodno cev in je veliko prispevala k razvoju elektronike.